# Krause Point
Der Krause Point ist eine niedrige und vereiste Landspitze an der Küste des ostantarktischen Kaiser-Wilhelm-II.-Lands. Sie liegt auf halbem Weg zwischen Kap Torson und Kap Filchner.
Luftaufnahmen der US-amerikanischen Operation Highjump (1946–1947) dienten ihrer Kartierung. Das Advisory Committee on Antarctic Names benannte die Landspitze 1955 nach dem Photogrammetristen Glenn R. Krause (* 1909), der bei der Operation Windmill (1947–1948) als Geodät an der Errichtung astronomischer Beobachtungsstationen entlang dieses Küstenabschnitts sowie der Budd- und Knox-Küste beteiligt war.